# Barbara Ployer
Maria Anna Barbara Ployer även kallad Babette, född 2 september 1765 i Sarmingstein, Österrike,  död 1811 i Bresane, Kroatien, var en österrikisk musiker. Hon var en av Mozarts elever i pianospel och komposition. 
Ployer var dotter till timmerhandlaren och skattmasen Franz Kajetan Ployer och flyttade vid moderns död 1779 till sin farbror hovrådet Gottfried Ignaz von Ployer, som var Salzburgs representant vid hovet i Wien. Mozart dedicerade pianokonserterna No. 14, KV. 449 och No. 17, KV. 453 till henne, och de hade premiär i hennes hem år 1784. De komplicerade styckena, som hon själv spelade, antyder att Ployer hade hög teknisk och musikalisk skicklighet. Ployer flyttade efter sitt bröllop med Cornelius Bujánovics von Agg-Telek (c1770-1844) till hans egendom i Kreuz i Kroatien.